# Dicrossus maculatus
Dicrossus maculatus, Syn.: Crenicara praetoriusi Ahl, 1936, ist eine kleine südamerikanische Buntbarschart, die im Einzugsgebiet des unteren Amazonas und des unteren Rio Tapajós in Brasilien vorkommt.

## Merkmale
Die Fischart besitzt einen langgestreckten Körper und einen kurzen, abgerundeten Kopf. Männchen erreichen eine Gesamtlänge von neun Zentimeter, Weibchen werden nur halb so groß und erreichen eine Maximallänge von etwas mehr als fünf Zentimetern. Die Fische ähneln mit ihrer bräunlich-beigen Grundfärbung und der schachbrettartigen Musterung dem aus der Aquaristik bekannten Gabelschwanz-Schachbrettbuntbarsch (Dicrossus filamentosus). Die Männchen von Dicrossus maculatus besitzen jedoch eine ovale bis lanzettförmige Schwanzflosse, während die Schwanzflosse der Männchen von Dicrossus filamentosus leierförmig mit lang ausgezogenen Flossenspitzen ist.

## Lebensraum und Vermehrung
Dicrossus maculatus kommt in Klarwasserflüssen vor. Aufgrund von Beobachtungen in Aquarien ist das Fortpflanzungsverhalten der Art relativ gut bekannt. Die Fische sind Substratlaicher und laichen versteckt auf einer festen Unterlage wie Steine, Hölzer oder feste Blätter. Die Eier sind sehr klein und transparent bis leicht gelblich. Der Laich wird allein von den Weibchen umsorgt, deren Bauchflossen dabei eine gelbe Färbung annehmen (rot bei Dicrossus filamentosus). Die polygamen Männchen verteidigen das Brutrevier mehrerer Weibchen, dürfen sich den Laichplätzen aber nicht nähern. Die Larven schlüpfen bei einer Wassertemperatur von 29 °C nach drei Tagen. Sie werden vom Weibchen in kleine Gruben am Gewässerboden oder zwischen Pflanzen oder Wurzeln abgelegt und ständig mit den Flossen umfächelt. Nach drei bis vier Tagen können die Jungfische schwimmen und bewegen sich in dichtem Schwarm, geschützt vom Weibchen durch das Brutrevier. Ausreißer werden mit dem Maul eingefangen und zurückgebracht. Potentielle Fressfeinde werden angegriffen und vertrieben. Aus einem Gelege schlüpfen etwa 70 bis 100 Jungfische.

## Belege
1. 1 2  
Horst Linke, Wolfgang Staek: Amerikanische Cichliden I, Kleine Buntbarsche. Tetra-Verlag, Bissendorf 1997, ISBN 3-89356-153-6. S. 200 u. 201.